# Silent Planet
Silent Planet ist eine 2010 gegründete Metalcore-/Post-Hardcore-Band aus Los Angeles, Kalifornien.

## Geschichte
Silent Planet wurde im Jahr 2010 in Los Angeles (Kalifornien) von Sänger Garrett Russell, den Gitarristen Spencer Keene, Mitchell Stark und Igor Efimov, sowie vom Bassisten Thomas Freckleton – welcher auch als Keyboarder und Hintergrundsänger fungiert – und Schlagzeuger Alex Camarena gegründet. Keene tritt jedoch nicht als Musiker bei Konzerten der Band auf.
Im Mai 2012 veröffentlichte die Gruppe mit Come Wind, Come Weather ihre erste EP. Diese wurde gemeinsam mit Matt Goldman, welcher bereits mit Casting Crowns, Vanna und Underoath zusammenarbeitete, in Atlanta, Georgia produziert. Es folgten erste größere Tourneen mit Gruppen wie Becoming the Archetype, Dayseeker und I, of Helix. Zudem spielte die Band auf dem California Metalfest. Im Jahr 2013 tourte die Band im Rahmen der Scream the Prayer Tour gemeinsam mit Fit for a King und Wolves at the Gate. Am 2. Januar 2014 erschien die zweite EP mit dem Namen lastsleep (1944-1946). Es folgten Konzertreisen mit This or the Apocalypse, Sleeping Giant, The Ongoing Concept, Phinehas, Those Who Fear und Lionfight.
Es folgte die Unterschrift bei Solid State Records, worüber im November 2014 das Debütalbum The Night God Slept veröffentlicht wurde. Um für das Album zu werben, spielte die Gruppe zwischen dem 3. und 29. November 2014 eine Konzertreise als Headliner durch die Vereinigten Staaten. Im Januar 2015 spielte die Gruppe vier Konzerte als Opener für For Today. Im März folgte eine kurze Konzerttournee mit Norma Jean und For the Fallen Dreams. Zwischen dem 8. und dem 22. Mai 2015 ist die Band Opener für Gideon und Texas in July. Zuvor spielt die Band gemeinsam mit Dayseeker eine US-Tournee, bei der die Gruppe ihr Debütalbum The Night God Slept in kompletter Länge spielen wird.
Am 30. September 2015 gab Efimov auf seinem Twitter-Account bekannt, nicht länger Mitglied der Band zu sein.

## Stil
Die Musik von Silent Planet kann als eine melodische Variante des Metalcore beschrieben werden. Als musikalische Einflüsse werden Gruppen wie Hands, Underoath, Oh, Sleeper, aber auch Deftones genannt.
Neben den christlichen Thematiken, welche die Band in ihren Liedern aufgreift, hat die Gruppe mit lastsleep (1944-1946) eine komplette EP eingespielt, welche einen geschichtlichen Hintergrund besitzt. Tiny Hands (Au Revoir) erzählt die Geschichte von Marguerite Rouffanche, welche das Massaker von Oradour überlebte, während Darkstrand (Hibakusha) über ein unbekanntes Opfer des Zweiten Weltkrieges kurz nach dem Atombombenabwurf auf Hiroshima berichtet.
Native Blood hingegen erzählt die Geschichte der Ureinwohner Amerikas, zum Beispiel über den Indian Removal Act aus dem Jahr 1830 und dem Dawes Act aus dem Jahr 1887.

## Diskografie

### Alben
- 2014: The Night God Slept (Solid State Records)
- 2016: Everything Was Sound (Solid State Records)
- 2018: When the End Began (Solid State Records)
- 2020: The Night God Slept Redux (Solid State Records)
- 2021: Iridescent (Solid State Records)
- 2023: Superbloom (Solid State Records)

### EPs
- 2012: Come Wind, Come Weather
- 2014: Lastsleep (1944-1946)